# The Honest Company
The Honest Company — компания по производству потребительских товаров, производящая нетоксичные продукты домашнего обихода и настроенная на этичное потребление. Одним из основателей компании является американская актриса Джессика Альба. Согласно прогнозам, выручка компании в 2014 году могла составить 150 млн долларов, но уже в ноябре она достигла оценки в 1 млрд долларов. Компания принимала инвестиции в виде венчурного капитала. По состоянию на 2021 год компания планирует IPO.

## История

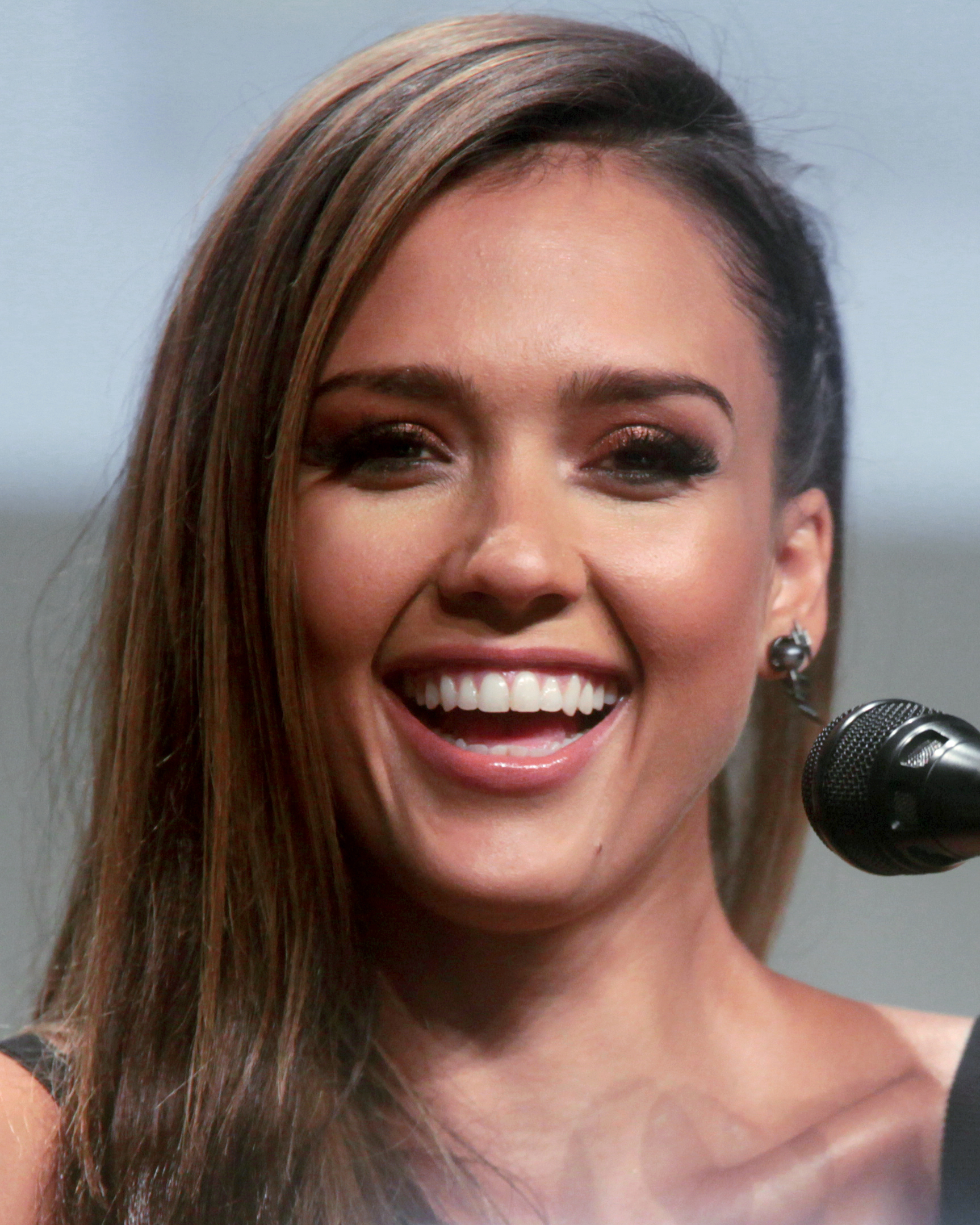
Джессика Альба, сооснователь компании

Я основала The Honest Company с мыслью: «Всё, что касается вас и вашей семьи — всё в вашем доме — должно быть нетоксичным, эффективным и красивым, и это должно быть доступно»

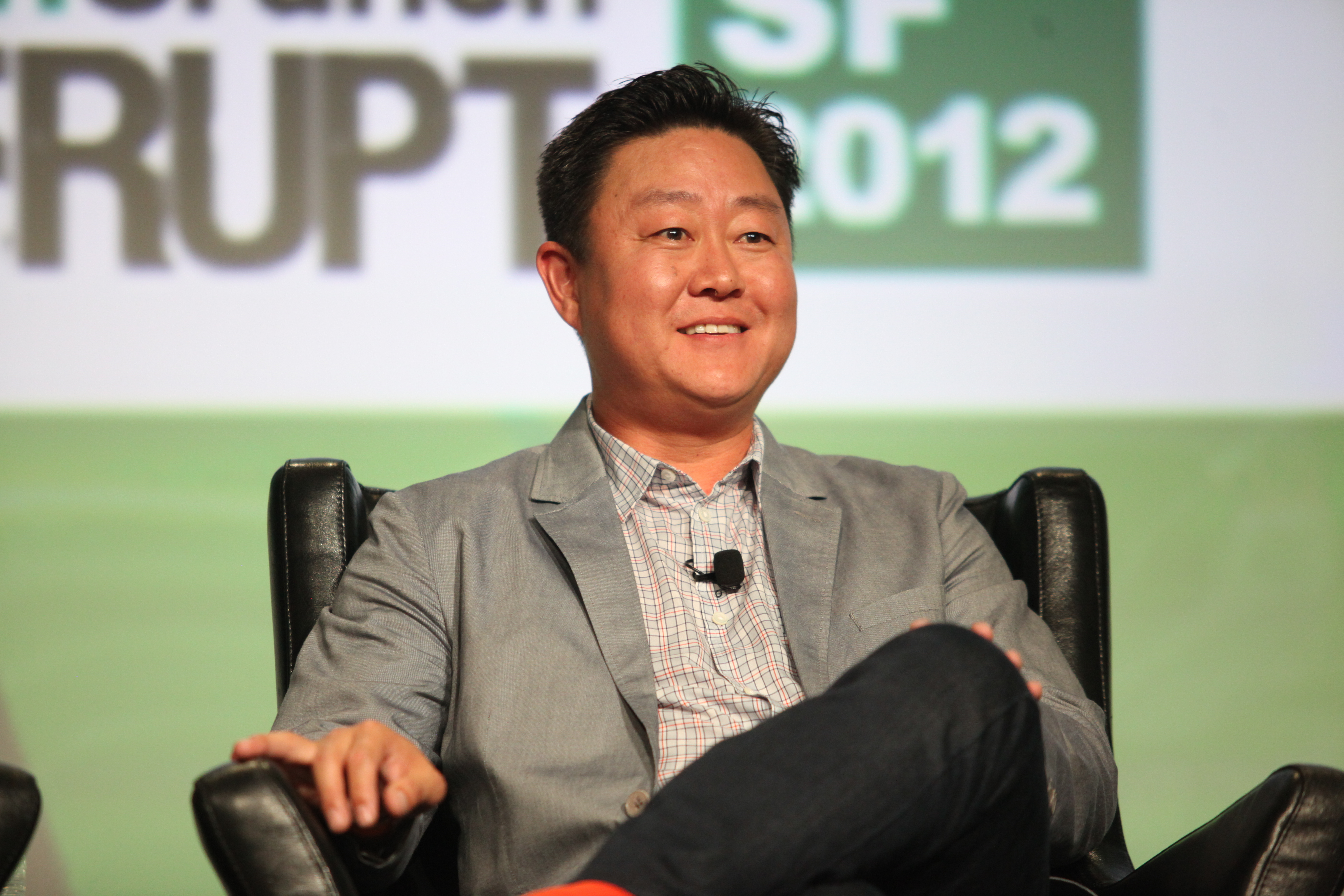
Сооснователь компании Брайан Ли

Альба была вдохновлена рождением дочери в 2008 году. Также воспоминания о своих детских болезнях подтолкнули её к созданию компании, которая бы стала альтернативой популярным брендам детских товаров, имеющих в своём составе вредные токсичные вещества, таких как нефтехимия и синтетические ароматизаторы.
Альба серьёзно обеспокоилась этой проблемой, когда её ребёнок заболел кожной болезнью из-за такой продукции.
Потребовалось три года, чтобы найти партнёров для создания бизнеса. Ими стали Ли Брайан, Шон Кейн и Кристофер Гевиган. После запуска компании в 2011 году в её ассортименте было 17 товаров. В это же время Альба лоббировала Конгресс США с требованиями ужесточения законодательства относительно требований, предъявляемых к детской одежде и игрушкам и более жёсткому контролю содержания в них вредных веществ.
В 2013 году продажи компании составили 50 млн долларов. По состоянию на 2014 год в The Honest Company трудились 275 сотрудников. 80 % покупок были совершены через онлайн-сервис компании, остальные продажи компания совершила через розничные магазины и оптовые продажи.
До 2014 года финансирование The Honest Company происходило под управлением Wellington Management Company, которая привлекла инвестиции от таких инвесторов как ICONIQ Capital, General Catalyst Partners, Institutional Venture Partners и Lightspeed Venture Partners.
The Honest Company имела планы расширения в Великобритании и Австралии, но в итоге компания стала готовиться к запуску производства в Китае.
Летом 2014 году венчурные капиталы в The Honest Company составили 70 млн долларов, до этого компания заявила о скором первичном публичном размещении акций. В 2014 году доход компании от продаж составил 1 млрд долларов.
На конец третьего квартала 2014 года в линейке компании было уже 90 продуктов, причём самыми продаваемыми стали детские подгузники. Потребители высоко оценивают The Honest Company за экологически чистые продукты.
Компания имеет и благотворительную миссию, подобно Toms Shoes, Warby Parker и Etsy. The Honest Company жертвуют на благотворительные цели свои товары и часть доходов компании.
Благодаря успеху компании на рынке, в 2015 году фотография Джессики Альбы появилась на обложке англоязычной версии бизнес-журнала Forbes.
В марте 2017 года на смену прежнему генеральному директору The Honest Company Брайану Ли пришел Ник Влахос — бывший вице-президент компании The Clorox Company.
Весной 2019 года бренд расширился до Западной Европы только с косметическими средствами Honest Beauty. Бьюти-линия запустилась в нескольких сотнях магазинов Douglas в Германии, Франции, Испании, Италии, Польше, Нидерландах и Австрии.